# Gerhard Ziegler (Diplomat)
Gerhard Ziegler (* 1948) ist ein österreichischer ehemaliger Beamter und Diplomat.

## Leben
Ziegler war ab 1988 Pressesprecher des österreichischen Außenministers Alois Mock. Drei Jahre lang war er stellvertretender Missionschef an der Österreichischen Botschaft in Thailand. Von Februar 1993 bis November 1996 stand er der Presseabteilung des Österreichischen Außenministeriums vor. Ende 1996 wurde er als Österreichischer Botschafter in China ernannt. Im November 1998 wurde er abberufen, da die gegen ihn erhobenen Vorwürfe schlechten Benehmens in der Öffentlichkeit, überhöhter Spesen, mangelnder Organisationsfähigkeit und des Kontakts zu Prostituierten von ihm zwar bestritten wurden, jedoch bei Untersuchungen durch das Außenministerium als mehrheitlich zutreffend bewertet wurden. Später wurde bekannt, dass auch der Vorwurf versuchten Antiquitätenschmuggels im Raum stand. Nach knapp einem Jahr Krankenstand war Ziegler ab Oktober 1999 wieder im Außenministerium tätig und wurde Ende 2000 Vertreter des österreichischen Innenministeriums bei der EU an der ständigen Vertretung Österreichs in Brüssel. 2007 war er österreichischer Botschafter in Simbabwe.